# European Capital of Smart Tourism
European Capital of Smart Tourism ist eine Auszeichnung für europäische Städte, die die Europäische Union erstmals 2018 für das Jahr 2019 vergeben wird. Dazu werden zwei Städte für die Dauer eines Jahres als "Tourismushauptstädte" ausgewählt (ein offizieller deutscher Titel ist nicht bekannt). Außerdem werden vier thematische Preise für die Kategorien Nachhaltigkeit (sustainability), Zugänglichkeit (accessibility), Digitalisierung (digitalisation) und kulturelles Erbe und Kreativität (cultural heritage and creativity) vergeben.
Die Initiative wird von der Generaldirektion für Binnenmarkt, Industrie, Unternehmertum und kleine und mittlere Unternehmen der Europäischen Kommission organisiert. Bewertungskriterien sind
- Innovation ("How innovative and smart are the implemented measures?"),
- Nachhaltigkeit ("How sustainable are the implemented measures over time?"),
- Inklusivität ("How inclusive are the implemented measures for different social groups?") und
- Effektivität ("The degree to which the measures contributed to raising the city’s profile as a tourism destination. How effective are these measures? What are the measurable impacts of the measures implemented?") von touristischen Maßnahmen.

Bewerben können sich Städte mit 100.000 Einwohnern oder mehr. Die Frist zur Bewerbung für das Jahr 2019 lief am 30. Juni 2018 ab, 38 Städte aus 19 EU-Mitgliedstaaten haben eine Bewerbung eingereicht. Gewinner sind die Städte Helsinki und Lyon.